# Duttaphrynus melanostictus
Duttaphrynus melanostictus es una especie de anfibios de la familia Bufonidae común en el sur de Asia, desde el subcontinente indio hasta el sur de China, incluyendo el Sudeste Asiático.

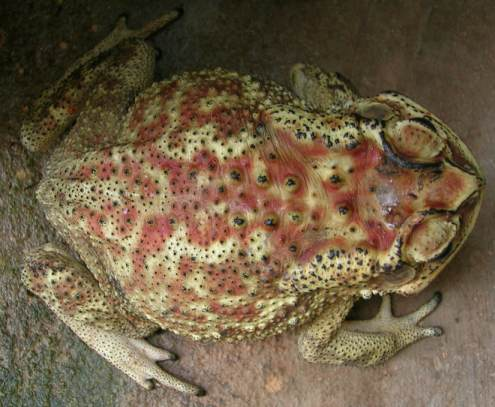
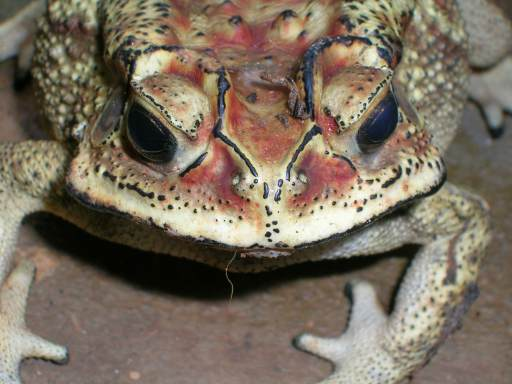
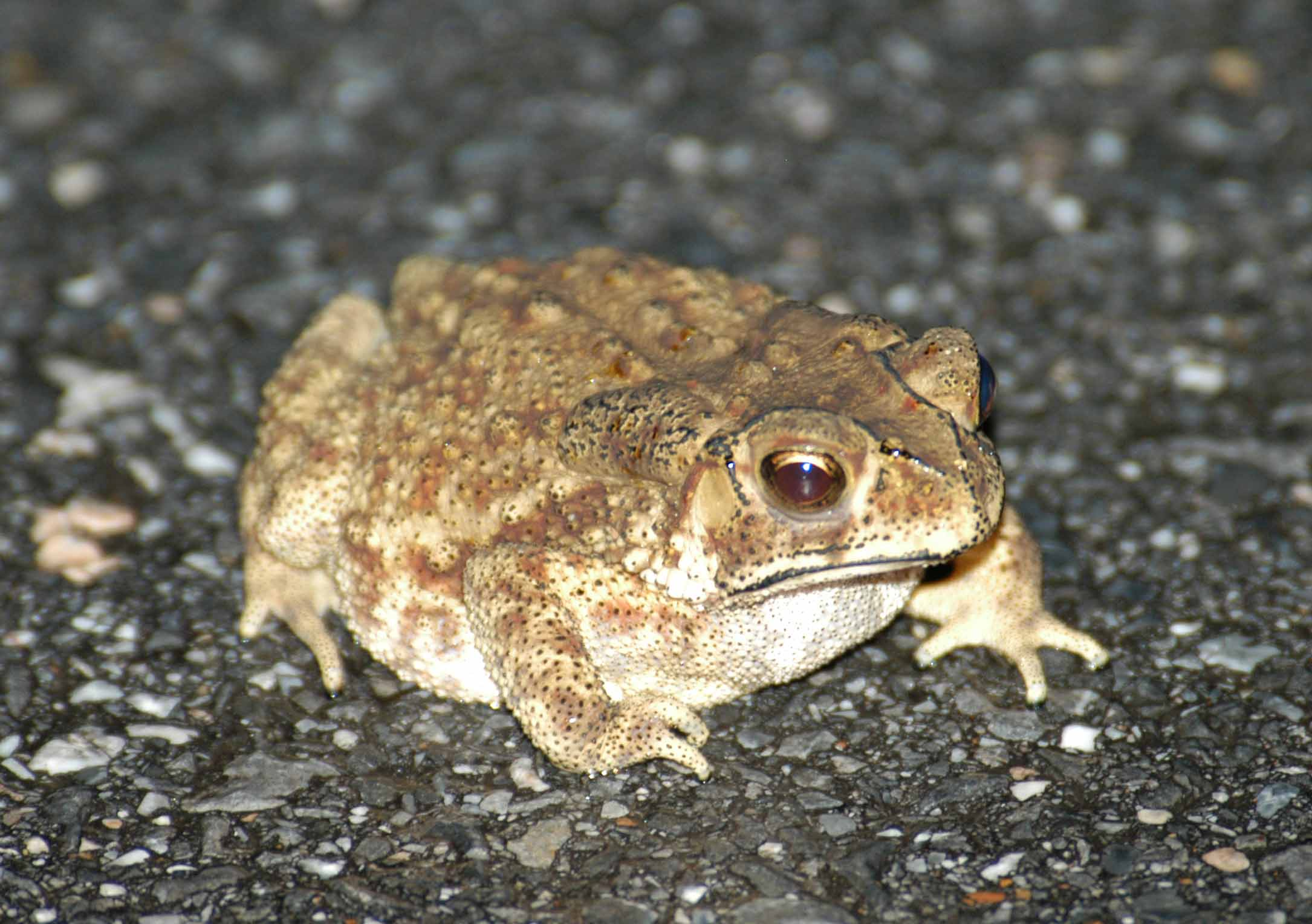

## Carácter invasor en España
Debido a su potencial colonizador y constituir una amenaza grave para las especies autóctonas, los hábitats o los ecosistemas, esta especie ha sido catalogada en el Catálogo Español de Especies Exóticas Invasoras, aprobado por Real Decreto 630/2013, de 2 de agosto, estando prohibida en España su introducción en el medio natural, posesión, transporte, tráfico y comercio.